# Marie-Theres Wacker
Marie-Theres Wacker (* 30. Oktober 1952 in Kaldenkirchen, geborene Hüther) ist eine römisch-katholische feministische Theologin.

## Ausbildung und Wissenschaftliche Karriere
Marietheres Hüther besuchte von 1959 bis 1965 die Volksschule und die Kreisrealschule in Kaldenkirchen und anschließend die Liebfrauenschule Mülhausen, wo sie 1971 die Hochschulreife erlangte. Ab 1971 studierte sie an der Rheinischen Friedrich-Wilhelms-Universität Bonn Mathematik und katholische Theologie mit dem Berufsziel Gymnasiallehrer trotz der Vorbehalte ihrer Familie gegenüber dem akademischen Bildungswunsch ihrer Tochter. 1974 wechselte sie an die Eberhard Karls Universität Tübingen und studierte dort katholische Theologie im Diplomstudiengang. Dabei begegnete sie Herbert Haag, Bernhard Lang und Hans Peter Rüger, für den sie 1976 ein Jahr lang als studentische Hilfskraft arbeitete. In dieser Zeit verfestigte sich bereits ihr Interesse am ersten (alten) Testament und der Judaistik. Gleichzeitig erhielt sie erste Anregungen von der noch jungen feministischen Theologie, insbesondere durch Anne Jensen und Bernadette Brooten.
Nachdem ihr der Wunsch eines Theologischen Studienjahrs in Jerusalem in der Dormitio-Abtei aufgrund ihres Geschlechts 1974 verwehrt geblieben war, erhielt sie nach ihrem Abschluss 1977 in Tübingen die Möglichkeit, ein Jahr an der École biblique et archéologique française de Jérusalem zu studieren, und erlangte dort 1978 den Abschluss der Elève titulaire de l’Ecole Biblique mit Unterstützung von Marie-Emilé Boismard.
Sie wurde 1982 in Tübingen mit einer Arbeit über eschatologische Aussagen des Henochbuches bei Bernhard Lang promoviert und wurde danach Hochschulassistentin an der Universität Paderborn bis 1989. In dieser Zeit vertiefte sich ihr Forschungsinteresse an feministischer Theologie. Sie habilitierte sich 1995 an der Universität Münster mit einer Arbeit über Figurationen des Weiblichen im Hoseabuch im Fach Altes Testament. Lehraufträge führten sie nach Hamburg, Osnabrück, Bonn, Münster, Frankfurt und Bern. Von 1996 bis 1998 war sie Professorin für Biblische Theologie an der Universität Köln, für die sie aufgrund ihrer feministischen Haltung das Nihil Obstat erst nach einem langwierigen Verfahren erhielt.
Ab 1998 war Marie-Theres Wacker Professorin für Altes Testament und Theologische Frauenforschung an der Westfälischen Wilhelms-Universität Münster, deren Lehrstuhl für feministische Theologie sie bereits 1995–1996 vertreten hatte. Zum 31. Juli 2018 wurde sie emeritiert. Sie war Gastdozentin an der École Pratique des Hautes Études in Paris sowie an der Dormitio in Jerusalem. Von 2011 bis 2014 war sie Prodekanin für Finanzen, Bau und Personalangelegenheiten, sowie bis 2018 Direktorin des Seminars für Exegese des Alten Testaments und Leiterin der Arbeitsstelle feministischer Theologie und Genderforschung an der Fakultät für katholische Theologie in Münster. 2018–2019 war sie Seniorprofessorin für Altes Testament und theologische Frauenforschung.

## Forschungsschwerpunkte und Werk
Schwerpunkte ihrer wissenschaftlichen Tätigkeit sind insbesondere das Erste, Alte Testament, die Theologische Frauenforschung sowie Genderforschung, jüdische, christliche, muslimische Schriftenhermeneutik, hellenistisches Judentum, neuere jüdische Geschichte und Phänomene des christlichen Antijudaismus und Geschichte des theologischen Frauenstudiums.
Marie-Theres Wacker ist Herausgeberin zahlreicher Werke insbesondere im Bereich feministischer Theologie und Schriftenhermeneutik. Sie ist Herausgeberin des Buchs Theologie feministisch, welches die grundlegenden Strukturen der feministischen Theologie in den achtziger Jahren zusammenträgt. Das von ihr, Silvia Schroer und Luise Schottroff 1995 herausgegebene Werk Feministische Exegese. Forschungserträge zur Bibel aus der Perspektive von Frauen erschien 1998 in englischer und niederländischer sowie 2006 in portugiesischer Übersetzung. Zusammen mit Luise Schottroff gab sie 1998 das Kompendium feministische Bibelauslegung heraus, in dem erstmals im deutschen Sprachraum die gesamte christliche Bibel unter Einschluss ausgewählter nichtkanonisch gewordener Schriften aus feministischer Perspektive ausgelegt wurde. Wacker war von 2005 bis 2017 Mitherausgeberin der theologischen Zeitschrift Concilium. Zusammen mit Erich Zenger gab sie einen Sammelband zu Entwicklung des Monotheismus und der Auseinandersetzung mit gesellschaftlichen und religiösen Vorstellungen von Weiblichkeit sowie Der Gott der Männer und die Frauen als grundlegendes Werk zur Kritik als patriarchalen Strukturen christlicher Kirchen und patriarchal geprägten Gottesbildern heraus. Des Weiteren gehört sie zum Herausgabekreis der Bibel in gerechter Sprache.
Wacker veröffentlichte darüber hinaus Sammelbände über religiöse Identität und deren Potential in einer multipluralistischen Gesellschaft und zu Grundfragen im Umgang mit der Bibel in der Postmoderne.

## Förderungen
Marie-Theres Wacker wurde während ihrer wissenschaftlichen Ausbildung durch den DAAD, das Cusanuswerk und die Deutsche Forschungsgemeinschaft gefördert.

## Engagement
Marie-Theres Wacker engagierte sich schon während des Studiums in Bonn in Kollektiven von Laientheologinnen und ist Mitbegründerin der ESWTR (European Society of Women in Theological Research, Europäischen Gesellschaft für theologische Forschung von Frauen) von 1986. Darüber hinaus engagierte sie sich ab 1979 für eritreische Flüchtlinge bei Amnesty International.
Beständig setzte sich Marie-Theres Wacker für die Aufarbeitung der Geschichte jüdischer Gemeinden in Deutschland ein. 1988 verfasste sie zusammen mit ihrem Mann Bernd Wacker das Buch Ausgelöscht. Erinnerung an die jüdische Gemeinde Salzkotten und dokumentierte den dortigen jüdischen Friedhof. Von 2012 bis 2015 hat sie mit einem kleinen Stab von Mitarbeiterinnen eine Dokumentation der ca. 400 Grabsteine des Jüdischen Friedhofs Münster erarbeitet. Sie ist Vorstand des dementsprechenden Vereins jüdischer Friedhof Münster e. V.
Sie gehört zu den Unterzeichnern des Memorandums Kirche 2011: Ein notwendiger Aufbruch.

## Privates Leben
Marie-Theres Wacker ist verheiratet mit dem Theologen Bernd Wacker und hat zwei Kinder sowie vier Enkelkinder.

## Schriften (Auswahl)
- Weltordnung und Gericht. Studien zu 1 Henoch 22. Echter Verlag, Würzburg 1982, ISBN 3-429-00794-1.
- Der Gott der Männer und die Frauen. Patmos-Verlag, Düsseldorf 1987, ISBN 3-491-77677-5.
- Feministische Exegese. Forschungserträge zur Bibel aus der Perspektive von Frauen. (Zusammen mit Luise Schottroff und Silvia Schroer) Wissenschaftliche Buchgesellschaft Darmstadt, 1995, ISBN 3-534-12070-1.
- Figurationen des Weiblichen im Hosea-Buch. Herder, Freiburg i. Br. 1996, ISBN 3-451-23951-5.
- Kompendium feministische Bibelauslegung. (Zusammen mit Luise Schottroff) Gütersloh 1998; 3. Aufl. 2007.
- Ausgelöscht. Erinnerung an die jüdische Gemeinde Salzkotten. (Zusammen mit Bernd Wacker), Salzkotten 2002, ISBN 3-00-009198-X.
- Von Göttinnen, Göttern und dem einzigen Gott. Studien zum biblischen Monotheismus aus feministisch-theologischer Sicht. Münster 2004, ISBN 3-8258-6829-X.
- Ester. Jüdin, Königin, Retterin. Stuttgart 2006, ISBN 978-3-932203-96-1.
- Mannsbilder. Kritische Männerforschung und theologische Frauenforschung im Gespräch. (Hrsg. zusammen mit Stefanie Rieger-Goertz) Berlin, Münster 2006, ISBN 978-3-8258-9267-8.
- The Book of Baruch and the Letter of Jeremiah. Reihe Wisdom Commentary, Collegeville 2016.
- Frühjüdische Schriften. (Zusammen mit Eileen Schuller) Stuttgart 2017, ISBN 978-3-17-032496-1.
- Ecclesia und Synagoga im späten 19. und frühen 20. Jahrhundert. Münster 2018 (Privatdruck der Franz Delitzsch-Gesellschaft Münster, zu beziehen über das Institutum Judaicum der Universität Münster).
- Flucht und Religion. (= Münsterische Beiträge zur Theologie N.F. 1; hrsg. zusammen mit Judith Könemann) Münster 2018, ISBN 978-3-402-12310-2.
- Wozu ist die Bibel gut? Theologische Anstöße. (= Münsterische Beiträge zur Theologie N.F. 3), Münster 2019, ISBN 978-3-402-12314-0.
- Schamanlnnen in der Welt der Bibel? Ein kulturvergleichendes Experiment. Schlangenbrut Nr. 57, 15. Jg. 1997, S. 17–21, auf publikationen.uni-tuebingen.de